# Kefir
Kefir er produktet af en gæringsproces foretaget af en koloni af symbiotiske bakterie- og gærarter i mælk. Kolonien er et eksempel på en såkaldt SCOBY (Symbiotic Colony Of Bacteria and Yeast). Mælkekefiren stammer fra Kaukasus, og har – mere eller mindre videnskabeligt – været koblet sammen med folks lange levealder. Kolonien består af en matrix af polysaccharider udskilt af visse bakterier, hvori hele kolonien lever. Produktion af kefir består normalt af en gæringsproces ved stuetemperatur i mælk i et døgns tid. Væskefasen (kefiren) sis fra og kefirgrynene tilsættes ny mælk. Kefir opbruger laktose og andre sukkerarter, hvorfor den også tåles af laktose-lavtolerante, og den producerer blandt andet mælkesyre, ethanol og korte fedtsyrer. Kefir har konsistens som drikkeyoghurt, en syrlig smag og en lav alkoholprocent.
Der findes også vandkefir, en kefir-type, der vokser i vand frem for mælk.